# Nîjciîi Olcedaiiv, Moghilău
Nîjciîi Olcedaiiv (în ucraineană Нижчий Ольчедаїв) este un sat în comuna Kukavka din raionul Moghilău, regiunea Vinnița, Ucraina.

## Demografie
Componența lingvistică a localității Nîjciîi Olcedaiiv
     Ucraineană (99,76%)
     Alte limbi (0,24%)
Conform recensământului din 2001, majoritatea populației localității Nîjciîi Olcedaiiv era vorbitoare de ucraineană (99,76%), existând în minoritate și vorbitori de alte limbi.